# 碧いホルスの瞳 -男装の女王の物語-
『碧いホルスの瞳 -男装の女王の物語-』（あおいホルスのひとみ だんそうのじょおうのものがたり）は、犬童千絵による日本の漫画。KADOKAWAの月刊漫画雑誌『ハルタ』にて、Vol.20からVol.83まで隔月連載された。古代エジプトに実在した女性ファラオ・ハトシェプストの半生を描く。

## あらすじ
紀元前1400年代のエジプト第18王朝の時代。エジプト王家は古来より女系であり、王位継承権は正室が産んだ子女が持つものの、女性はファラオになれず、王子がいない場合は王女の夫がファラオに即位するしきたりになっていた。
ファラオのトトメス1世と亡き正室の間に生まれ、王位継承権を持つハトシェプスト王女は、父の側室が産んだ異母兄セティ王子と結婚、彼をトトメス2世として即位させる。しかし男勝りで気高いハトシェプストにとって兄トトメス2世との結婚は、敬愛する父の希望通りに彼を即位させるためだけのものであり、内心では夫と認めておらず心も体も許すつもりはなかった。一方で二人の結婚直後、退位し反乱軍の鎮圧に赴いた父トトメス1世は戦死する。

## 主な登場人物

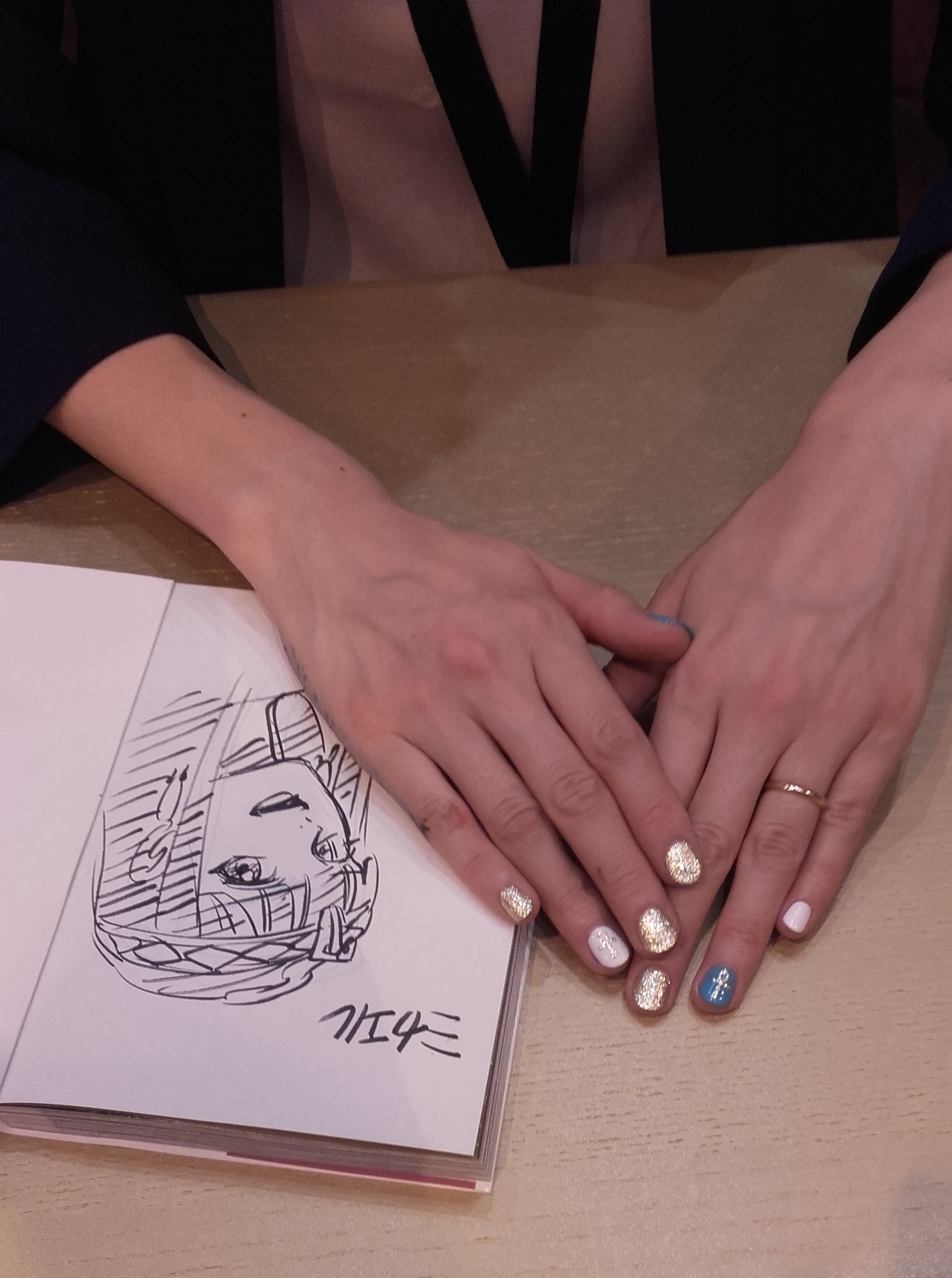
犬童千絵は、2017年のパリブックフェアでハトシェプストを描いた。

ハトシェプスト
本作の主人公。男勝りで気高く、聡明で心優しい美少女。神と唯一交信できる血筋のせいか、獣と心を交わす能力を持つ。幼少期には武芸を嗜み父を継ぐ王となることを望んでいたが、女性は王位に就けないため、表向きは女性らしさや気品を身に着けたが、内心では現在も女性として見られることへの嫌悪がある。
暴君と化した兄を謀殺した後、幼い義息の摂政として政治を主導する立場になるが、その存在を警戒する廷臣たちや神官と対立し、同性の側室や宮女たちからも嫉妬を向けられるなど、順風満帆とは言いがたい国の舵取りに苦心する。
また、センムトなど自身の味方として接してくる男性に異性として惹かれるなど、自身が捨てきれない女性的な感情と愛国者、為政者としての感情の板挟みとなって苦しめられる事も多い。
トトメス1世
エジプト18王朝3代目のファラオ。ハトシェプストとトトメス2世の父。軍人出身の厳格な人物で、対外遠征によって広大な領土を獲得しエジプトの威信をしらしめた武王でもある。女子の身でありながら従軍や参政を望むハトシェプストの意志を思い上がりだと厳しく否定するものの、その才能自体は高く評価している。後に息子のトトメス2世を共同統治者に任命して前線の指揮に専念するようになるがヌビアとの戦いで戦死する。
トトメス2世
ハトシェプストの夫にして異母兄。父トトメス1世から後継者として期待されているが、父の戦死後、女好きで傲慢で残虐な面が徐々に表出していく。ハトシェプストの美貌には惹かれつつもそのカリスマ性を恐れ様々な手で陥れ、服従させようとする。最終的にはその残虐性を危惧した廷臣たちの陰謀で毒に蝕まれ、その苦しむ姿を哀れんだハトシェプストに即効性の毒を飲まされて死亡する。
ジェフティ/トトメス3世
トトメス2世の側室の産んだ子。エジプトを祖父の時代以上の大帝国へと押し上げ、後の世に｢古代エジプトのナポレオン｣と謳われた新王国時代随一の覇王。父の崩御後に3歳という若さで即位する。成長すると共に父と同じく短気で好戦的な面が現れるが、とある事件をきっかけに自制心を併せ持った誇り高い軍人へと変貌していく。
摂政であるハトシェプストにも反抗心を抱き、いずれ政権を奪取しようという野心を隠そうとしないが、彼女なりのやり方でエジプトに尽くそうとする姿に尊敬の念も抱くようになり、臣下たちの巡らせるような姑息な謀略ではなく、あくまでも自分の実力で堂々と退かせようという意志を固める。
シトレ
ハトシェプストの乳母。
ブブ
ハトシェプストが幼少期から飼っている鳥。
タビア
ハトシェプストに仕える侍女。元はテーベの街でも有名な踊り子で、ハトシェプストの希望で友人として、また女らしさの機微を身に着けるための教師として招かれた。
センムト
平民出身の書記官。ハトシェプストの数少ない味方として信頼を得て、男女としても惹かれ合うようになる。

## 書誌情報
- 犬童千絵 『碧いホルスの瞳 -男装の女王の物語-』 KADOKAWA〈ビームコミックス・ハルタコミックス[注釈 1]〉、全9巻
  1. 2015年9月14日発売[3]、ISBN 978-4-04-730617-2
  2. 2016年7月15日発売[5]、ISBN 978-4-04-734135-7
  3. 2017年5月15日発売[6]、ISBN 978-4-04-734605-5
  4. 2018年2月15日発売[7]、ISBN 978-4-04-734818-9
  5. 2018年7月14日発売[8]、ISBN 978-4-04-735138-7
  6. 2019年4月15日発売[9]、ISBN 978-4-04-735540-8
  7. 2019年11月15日発売[10]、ISBN 978-4-04-735785-3
  8. 2020年10月15日発売[11]、ISBN 978-4-04-736271-0
  9. 2021年9月15日発売[4]、ISBN 978-4-04-736617-6